# Джеи, Ренато
Ренато Джеи (итал. Renato Gei, 1 февраля 1921, Брешиа — 20 мая 1999, Наве) — итальянский футболист, играл на позиции нападающего. По завершении игровой карьеры — футбольный тренер.

## Карьера
Начинал свою карьеру в "Брешии". После окончания войны долгое время выступал за "Сампдорию". 25 ноября 1951 года сыграл свой единственный матч за сборную Италии против Швейцарии (1:1).
Завершал свою карьеру Джеи в качестве играющего тренера в "Павии". В шестидесятые годы в качестве наставника дважды побеждал в Серии B с "Дженоа" и "Брешией". В 1962 году вместе с "Дженоа" выигрывал Кубок Альп. Позднее работал с такими клубами, как "Лацио", "Аталанта" и "Парма".
Похоронен на Монументальном кладбище в Брешии.

### Матчи и голы за сборную
| № | Дата           | Оппонент  | Счёт | Забито голов | Соревнование      |
| 1 | 25 ноября 2051 | Швейцария | 1:1  | —            | Товарищеский матч |

## Достижения

### Футболиста
- Победитель турнира Виареджо (1): 1950.

### Тренера
- Чемпион Серии B (2): 1961/62, 1964/65.
- Обладатель Кубка Альп (1): 1962.